# 三宅事件
三宅事件指的是在一段时间内，树木年轮、冰芯中出现14C、36Cl与10Be等宇宙射线产生的同位素大幅增加的现象，一般认为是由极端太阳辐射风暴导致的太阳质子事件诱发，也有可能是由伽玛射线暴所致使的。

## 發現
三宅事件以名古屋大學的日本天文學家來三宅芙沙命名，他於2012年在《自然》雜誌上發表了有關此類輻射爆發的結果，在日本雪松年輪中發現碳14濃度增加現象。2013年，三宅芙沙等人在993年—994年發現另一次類似的放射性元素增加現象。

## 起因
科學家發現有強有力的證據表明三宅事件是由極端太陽質子事件引起的，它們很可能與類太陽恆星上發現的超級耀斑有關。儘管三宅事件是基於碳14濃度逐年增長，持續時間超過一年。然而，科學家尚未確定所有事件的原因和起源，並且某些事件可能是由來自外太空的其他現象（例如伽瑪射線暴）引起的。

## 類似事件
目前，科學家已知歷史上曾發生過5次類似事件（公元前7176 年、公元前5259 年、公元前664-663年、公元774年、公元 993年），其中碳14濃度相當引人注目，在2年內上升了1%以上，還有四個事件（公元前12,350年、公元前5410年、公元 1052年、公元1279年）還需要確認。目前尚不清楚三宅事件發生的頻率，根據現有數據，估計每400-2400年發生一次。
發生在西元前12,350年至12,349年之間的碳14飆升事件，可能代表了已知最大的類似事件。這一事件是在一個國際研究小組進行的研究中發現的，該小組測量了法國南部阿爾卑斯山加普附近的杜魯澤河的古樹中的放射性碳水平。根據初步研究，新事件的碳14飆升強度是774年至775年間碳14飆升或993年至994年間碳14飆升的兩倍，但相應太陽風暴的強度未知。新發現的公元前12,350年事件尚未在其他地區的木材中得到獨立證實，其他同位素（例如鈹-10）的濃度是否增加也尚待確認。
如果它在現代社會中發生的話，很可能會對現代科技造成極大的破壞，首當其衝的就是通訊業和衛星導航系統。此外，太陽耀斑所造成的這些同位素的變化也會給太空人造成危險。